# Ron Cavenall
Ronnie Goodall "Ron" Cavenall, (nacido el 30 de abril de 1959 en Beaumont, Texas) es un exjugador de baloncesto estadounidense. Con 2,16 de estatura, su puesto natural en la cancha era el de pívot. 

## Trayectoria
[actualizar]

## Estadísticas de su carrera en la NBA

### Temporada regular
| Año     | Equipo     | PJ | PT | MPP  | %TC  | %3P  | %TL  | RPP | APP | ROB | TPP | PPP |
| ------- | ---------- | -- | -- | ---- | ---- | ---- | ---- | --- | --- | --- | --- | --- |
| 1984-85 | New York   | 53 | 2  | 12.3 | .326 | .00  | .564 | 3.1 | .4  | .2  | .8  | 1.5 |
| 1988-89 | New Jersey | 5  | 0  | 3.2  | .667 | .000 | .400 | .4  | .0  | .0  | .4  | 1.2 |
| Total   |            | 58 | 2  | 11.5 | .337 | .000 | .545 | 2.9 | .3  | .2  | .8  | 1.4 |